# Lista de líderes da oposição australiana

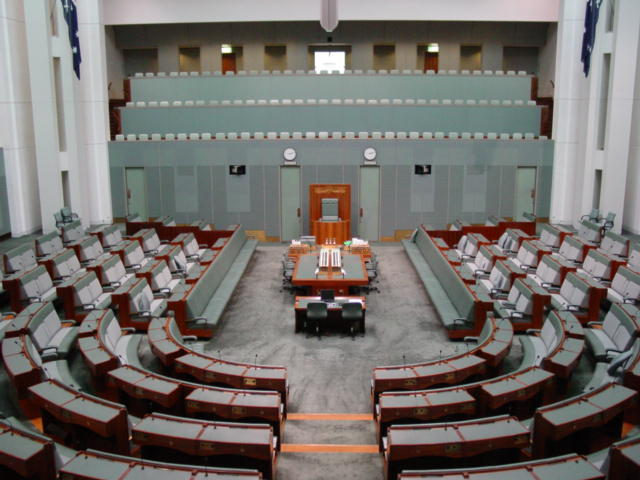
O Parlamento da Austrália.

Esta é uma lista de líderes da oposição da Austrália, que, no âmbito da política nacional do país, é um membro da Câmara dos Representantes. O posto é normalmente ocupado pelo líder do partido que tem a maior bancada, mas que não faz parte do governo. Quando no Parlamento pelo líder da Oposição fica no lado esquerdo da mesa no centro, em frente da oposição e em frente ao Primeiro-Ministro. O primeiro-ministro é geralmente o líder do partido, ou coligação de partidos, com a maioria das cadeiras no Parlamento e, portanto, é o líder do Governo. O líder é eleito pelo partido da oposição de acordo com suas regras. Um novo líder de oposição pode ser eleito, quando o histórico morre, renuncia, ou é um desafio para a liderança.[carece de fontes?]
A Comunidade da Austrália é uma monarquia constitucional parlamentarista baseada no sistema de Westminster. O termo de Oposição tem um significado específico no sentido parlamentar, em seu título formal de Her Majesty's Loyal Oposição. Este é um componente importante do sistema de Westminster: Oposição dirige suas críticas ao Governo e tenta derrotar e substituir o Governo. A oposição é, portanto, o "Governo em espera" e é uma parte formal do sistema parlamentar, como é o Governo. É na oposição ao Governo, mas não para a Coroa, portanto o termo "oposição leal".
O atual Líder da Oposição é Peter Dutton do Partido Liberal da Austrália, que assumiu a posição em maio de 2022.